# 1948年ロンドンオリンピックのオランダ選手団
1948年ロンドンオリンピックのオランダ選手団（1948ねんロンドンオリンピックのオランダせんしゅだん）は、1948年7月29日から8月14日にかけてイギリスの首都ロンドンで開催された1948年ロンドンオリンピックのオランダ選手団、およびその競技結果。

## 概要
今大会は金メダル5個、銀メダル2個、銅メダル9個、合計16個のメダルを獲得した。

## メダル
| メダル | 選手名 | 競技   | 種目                 |
| ------ | --- | ------ | -------------------- |
| 金     | フランシナ・ブランカース＝クン | 陸上   | 女子100m             |
| 金     | フランシナ・ブランカース＝クン | 陸上   | 女子200m             |
| 金     | フランシナ・ブランカース＝クン | 陸上   | 女子80mハードル      |
| 金     | セニア・スタット＝デ・ヨング ネッティ・ヴィツィエール＝ティメール ヘルタ・ファン・デル・カデ＝クデイス フランシナ・ブランカース＝クン | 陸上   | 女子4×100mリレー     |
| 金     | ペトロネッラ・ファン・フリート | 競泳   | 女子200m平泳ぎ       |
| 銀     | ヘリット・フォールティング | 自転車 | 男子個人ロードレース |
| 銅     | ヴィム・スライクハイス | 陸上   | 男子1500m            |
| 銅     | ヴィム・スライクハイス | 陸上   | 男子5000m            |
| 銅     | マリー・ルイーズ・ファエセン | 競泳   | 女子100m自由形       |